# Umbanda

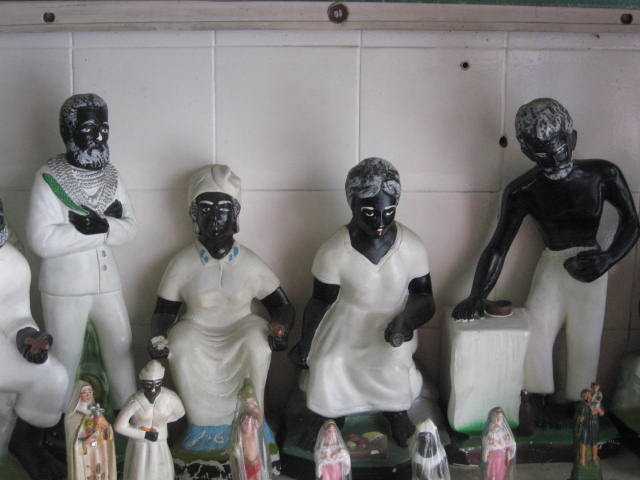
“Pretos-velhos” (en portuguès per a “Negres vells”), figures de Umbanda.

La Umbanda és una religió, fundada a Brasil a principis del segle xx. És una religió eclèctica, que ha pres elements provinents de diversos corrents religiosos, i de caràcter sincrética (un sistema filosòfic o religiós que tracta de conciliar doctrines diferents), que combina el seu panteó de deïtats sota les formes de la religió imperant (el cristianisme catòlic).

## Definició
La Umbanda o l'Espiritisme d'Umbanda és una religió espiritista i esotèrica, que combina elements punt de l'espiritisme (kardecista) com de l'ocultisme (oriental), al costat dels corrents religiosos africana (Bantú) i americana (Tupí-Guaraní), entre d'altres.

## Història

### Origen
Els valors religiosos africans fonamentals són ancestrals, van ser heretats de cultures religioses anteriors al cristianisme. La cultura afrobrasileña va iniciar un sincretisme entre el catolicisme, els cultes afros, els cultes natius, la doctrina espírita kardecista. Comparteix tal vegada regles o principis de les religions orientals (budisme i hinduisme) però per raons tal vegada de temporalitat o tal vegada en compartir geogràficament hemisferi, una creença originària que s'hagi anat mutant a les diferents zones, però que han mantingut els seus principis gairebé incólumes, per la qual cosa és possible trobar-se
similituds o coincidències a les bases o principis de creences i també d'aquelles creences mal denominades "màgiques".
Dins dels seus temples, la mal anomenada comunament "màgia" en realitat les energies negatives, és combatuda i anul·lada per les entitats que en ells es manifesten incorporant en les seves médiums.

### Primer corrent
Formada pels esperits natius que vivien abans de l'arribada dels estrangers conqueridors. Aquests esperits ja coneixien el fenomen de la incorporació dels médiums, doncs ja era practicat pel xamanisme en les seves cerimònies. Ells ja creien en la immortalitat de l'esperit, en l'existència del món sobrenatural i en la capacitat que els “morts” interferissin en la vida dels encarnats.

### Segon corrent
Els cultes africans, sense contacte amb els nadius brasilers, tenien aquestes mateixes creences, només que més elaborades i molt millor definides. Els seus sacerdots practicaven rituals i màgies per equilibrar les influències del món sobrenatural sobre el món terrenal i també per equilibrar les persones. Creien en la immortalitat dels esperits i en el poder d'ells sobre els encarnats, arribant a crear un culte per a ells (el culte d'Egúngún del poble Ioruba). També adoraven als ancestrals a través de ritus elaborats i que perduren, doncs són un dels pilars de les seves creences religioses. La seva cultura era transmesa oralment de pare per a fill, en la forma de llegendes, preservant coneixements molt antics com la creació del món, dels homes i fins a esdeveniments anàlegs al diluvi bíblic. La Umbanda va heretar dels cultes de nació afro el seu panteó diví, que era pontificat per un Ésser Suprem i poblat per divinitats que eren els seus executors al costat dels éssers humans, així com els seus auxiliars divins que ajudaven en la concretització del món material.

### Tercer corrent
Formada pels kardecistes, que incorporaven esperits d'indis, d'exesclaus negres, d'orientals, etc. Van crear el corrent anomenat “Umbanda Blanca”, en els cercles espiritistes, però en la qual acceptaven la manifestació de caboclos, pretos-velhos i nens/as. Aquest corrent pot ser descripta com un mig-terme entre l'espiritisme i els cultes natius i afros, doncs es fonamenta en la doctrina cristiana, però venera valors religiosos heretats dels pobles americans i africans. No obre els seus cultes amb cants i tambors, però sí amb oracions a Jesús. Els seus membres s'identifiquen com “Espiristes d'Umbanda”.

### Quart corrent
Dins de la Umbanda, l'ús de la màgia blanca o màgia positiva es va tornar part de la religió, sent impossible separar els treballs religiosos espirituals purs dels treballs espirituals màgics, així com ho és la màgia negra, molt comuna en aquest corrent.
El sincretisme religiós, en el qual la religió catòlica va proveir d'imatges que, col·locades en altars, van facilitar el procés de transició dels catòlics cap a la Umbanda.

### Expansió
El culte va créixer ràpidament en la segona meitat del segle xx, principalment entre la població negra, doncs en 1960 a Brasil hi havia 50.000 terreiros i el 1980 ja n'hi havia 300.000. En aquesta dècada a Uruguai havien 300 terreiros (casa de culte) i a l'Argentina 200. Fins a la segona meitat del segle XX totes les religions afro brasileres eren consideres delictives pel govern brasiler i eren objecte de repressió periòdica.
Més recentment s'han convertit en part important de la cultura popular brasilera sobretot al centre del Brasil i en ciutats com Rio de Janeiro o Salvador de Badia i novel·listes i músics han escrit o cantat sobre elles. Diverses de les obres de Jorge Amado per exemple, tractan la vida de la població negra, afro-brasilera. Compositors com Tom Jobim, Raul Seixas, Toquinho, Geraldo Vandré i Clara Nunes li han cantat a Umbanda. En la dècada de 1970, el poeta Vinícius de Moraes es va casar amb la seva última esposa, Gesse, en una cerimònia umbandista presenciada per moltes figures prominents de la cultura i la política brasilera. Umbanda té moltes coses en comú amb Quimbanda, la qual clama la seva identitat per separat, reivindicant-se com més africana i apartada del Candomblé i la Macumba. Avui dia ja hi ha terreiros, a Veneçuela, Colòmbia, Xile, Estats Units (Miami) i Espanya (Tenerife).

## Set Línies de la Umbanda
En Umbanda existeixen set Línies que s'interpreten com: de la fe, de l'amor, del coneixement, de la justícia, de la llei, de l'evolució i de la creativitat.
La cosmogènesi umbandista es diferencia de la catòlica en què la segona es fonamenta en la judaica i l'altra en la nigeriana. En la comogénesis judaica, Déu va crear tot i l'hi va lliurar a l'home. En la cosmogénesis nigeriana, Déu (també anomenat d'Olodumare o Olodum) va delegar als Orixás la funció de concretizar el Axé o terra (el planeta) i els éssers que l'habitarien.
El sincretisme va confondre les dues religions i l'existència d'aquestes set línies, dificultant la seva explicació lògica o correcta. Alguns autors umbandistes les descriuen com: línia de l'orient, línia de sant, línia de Sant Jordi, línia de San Jeroni, línia africana, línia de San Llàtzer, Línia d'Oxalá, línia d'indis afro amerindis, etc. També va barrejar els Orixas amb els sants catòlics, la qual cosa constitueix un factor de confusió entre alguns intèrprets umbandistes.
Totes les teogonies són formades per divinitats "donades" pel setenari sagrat, format per set trons o Orishás Ancestrals que donen sustent a la vida, als i a les energies que alimenten els sentits. Els set són: el cristall, el mineral, el vegetal, el foc, l'aire, la terra, l'aigua. Les set energies són: energia cristal·lina, energia mineral, energia vegetal, energia ígnia, energia eòlica, energia tel·lúrica i energia aquàtica.
El setenari també dona origen a les set teles reflectores planetàries, formades per les vibracions mentals irradiades pels set Orishás ancestrals i que emboliquen tot el planeta, totes les seves dimensions i tots els seus nivells vibratoris, no deixant res o a ningú fora. Els Trons o Orishás planetaris són omniscients, omnipresents, i omnipotents, podent interferir vibratòriament en la vida d'un ésser o d'una dimensió sencera.
Les set irradiacions planetàries no es restringeixen només a l'univers religiós (material o espiritual), sinó que aconsegueixen tot el que existeix al planeta, però es mantenen ocultes a les persones per pertànyer a altres dimensions, regides per Orishás o Trons dimensionals, denominats "Regentis de dimensions".
Dins del planeta hi ha set dimensions elementals bàsiques, que són: dimensió cristal·lina pura, dimensió mineral pura, dimensió vegetal pura, dimensió ígnia pura, dimensió eòlica pura, dimensió tel·lúrica pura, dimensió aquàtica pura. Cadascuna d'elles té un parell d'Orixás purs, un parell d'orishás regentis, mitjans i inferiors en cada dimensió elemental. Molts guies de llei d'Umbanda s'uneixen als Orixás menors elementares purs i treballen amb les seves energies en el camp de la màgia i de les cures. Cada orishá actuen en forma específica:
- Els Orixás elementals dels cristalls actuen en el sentit de la fe.
- Els Orixás elementals dels minerals actuen en el sentit de l'amor.
- Els Orixá elementals dels vegetals actuen en el camp del coneixement.
- Els Orixás elementals ignis actuen en el sentit de la raó.
- Els Orixás elementals eòlics actuen en el sentit de l'adreça.
- Els Orixás elementals tel·lúrics actuen en el sentit de l'evolució.
- Els Orixás elementals aquàtics actuen en el sentit de la creativitat.

Aquestes set classes d'Orixás elementals estan totalment associats als de la naturalesa terrestre i estan a la base religiosa de les Set Línies d'Umbanda. Les set línies elementals tenen en les seves línies caboclos denominats segons els seus elements.
Aquestes línies caboclos(es) mantenen una correspondència pura amb les Set Línies d'Umbanda, doncs treballen amb energies pures associades a sentits específics dels éssers, buscant reequilibrar-los energèticament, doncs irradian directament en els seus cossos energètics primaris o bàsics o elementals, cos que és la base d'altres cossos (plasmes) dels esperits (punt els encarnats com els desencarnados).

## Calendari de la Umbanda
| Data                                     | Umbanda                    | Sincretisme | Observacions |
| ---------------------------------------- | -------------------------- | --- | --- |
| 20 de gener                              | Caboclos                   | Sant Sebastià | Caboclos |
| 2 de febrer                              | Iemanjá, Yemayá            | La nostra Senyora dels Navegants Stella Maris | Reina dels mars i oceans, la calunga gran. |
| 23 d'abril                               | Ogum                       | Sant Jordi | Amo dels metalls, el camí i les muntanyes. Missatger directe d'Oxalá |
| 13 de maig                               | Pretos Velhos              | Data de l'alliberament dels esclaus a Brasil | |
| 13 de juny                               | Bara                       | Sant Antoni | |
| 24 de juny                               | "Africans i bahians"       | Sant Cebrià | Són entitats alegres, tallen demandes i qualsevol treball fet en contra dels seus fills/filhos.                                                                                                |
| 29 de juny                               | "Bara Lode"                | Sant Pere | |
| 26 de juliol                             | Nana Borokún "Iemaià Nana" | Santa Ana | La Iemanja més vella |
| 16 d'agost                               | Babalú Ayé Obaluayé        | Sant Roc | |
| 24 d'agost                               | "Africans"                 | | |
| 27 de setembre                           | Ibejis                     | Cosme i Damià | Criançes (nens). |
| 30 de setembre -                         | Xangó, Changó              | Sant Marc de Lleó; Sant Jeroni | Senyor dels trons, els rajos, la justícia, la dansa, i el foc. |
| 15 de novembre                           | Dia de l' Umbanda          | El 1908 Zelio Fernandino de Moraes incorpora per la primera vegada el Caboclo de les Set Cruïlles que és considerat primera manifestació pura d'Umbanda i el naixement oficial de la religió. | |
| 25 de novembre                           | "Obá"                      | Santa Catalina d'Alexandria | |
| 4 de desembre                            | Iansá Oia                  | Santa Bàrbara | Senyora dels vents i els rajos, comparteix aquest domini amb Xango |
| 8 de desembre                            | Oxum, Oshún                | Inmaculada Concepción | Senyora de l'amor, protegeix a les criances (els nens) fins que aprenen a parlar, aquesta en els rius i cascades, les aigües dolces. El seu metall és l'or i el seu color és el groc o daurat. |
| 17 de desembre                           | Xapaná (Obaluayé ancià)    | Sant Lázaro | |
| 24 de desembre (de nit) i 25 de desembre | Menino Oxalá               | "Nen Jesús" | |